# MRW
MRW és una empresa de transports i enviaments espanyola amb seu a Barcelona. La seva seu social es traslladà de Barcelona a València arran de la fuita de seus de Catalunya. Compta amb unes 1370 franquícies i 60 plataformes logístiques distribuïdes a Andorra, Espanya, Gibraltar, Portugal i Veneçuela. Té uns 14.000 empleats. És l'única empresa de missatgeria homologada per al transport d'animals.
Va ser fundada l'any 1977 per Francisco Martín Frías, el seu conseller delegat fins a presentar la seva dimissió al maig de 2012, i soci minoritari de l'empresa, amb el 26 % de les accions, juntament amb la família Corrales, propietària del 59 %, i la família Rillo, amb el 15 %.